# Lee Jones
Pour les articles homonymes, voir Jones.

a Compétitions nationales et continentales officielles uniquement.

b Matchs officiels uniquement.
Dernière mise à jour le 19 mars 2025.
Lee Jones, né le 28 juin 1988 à Édimbourg (Écosse), est un joueur international écossais de rugby à XV et international écossais et britannique de rugby à sept qui évolue principalement au poste d'ailier.

## Biographie
Lee Jones attire l'attention d'Édimbourg Rugby grâce à ses bonnes performances avec le Selkirk RFC ainsi qu'avec l'équipe d'Écosse de rugby à sept,. Jouant à la fois demi de mêlée et l'ailier, sa polyvalence est un atout. Dès la saison 2010-2011, il devient un titulaire régulier du club de la capitale, marquant des essais en Celtic League et en Coupe d'Europe. Sa bonne forme lui vaut une prolongation de contrat de deux ans en mars 2011.
Après un début de saison 2011-2012 de qualité, Jones est appelé en équipe d'Écosse par Andy Robinson pour le Tournoi des Six Nations 2012. Durant la compétition, il participe à quatre des cinq matches de l'Écosse dans le Tournoi, jouant son premier match contre l'Angleterre le 4 février et marquant son premier essai contre la France en février 2012.
En février 2014, il rejoint les Glasgow Warriors en prêt d'Édimbourg Rugby.
Durant l'été 2014, il signe un contrat permanent avec les Glasgow Warriors.
Lors de l'été 2021, après 92 matchs et 18 essais marqués, les Glasgow Warriors annonce qu'il n'est pas conservé pour la saison à venir.
En octobre 2022, il annonce mettre un terme à sa carrière sportive professionnelle.

## Statistiques en équipe nationale
- 10 sélections en équipe d'Écosse
- 5 points (1 essai)
- Tournois des Six Nations disputés : 2012, 2018